# Cultura do Recife

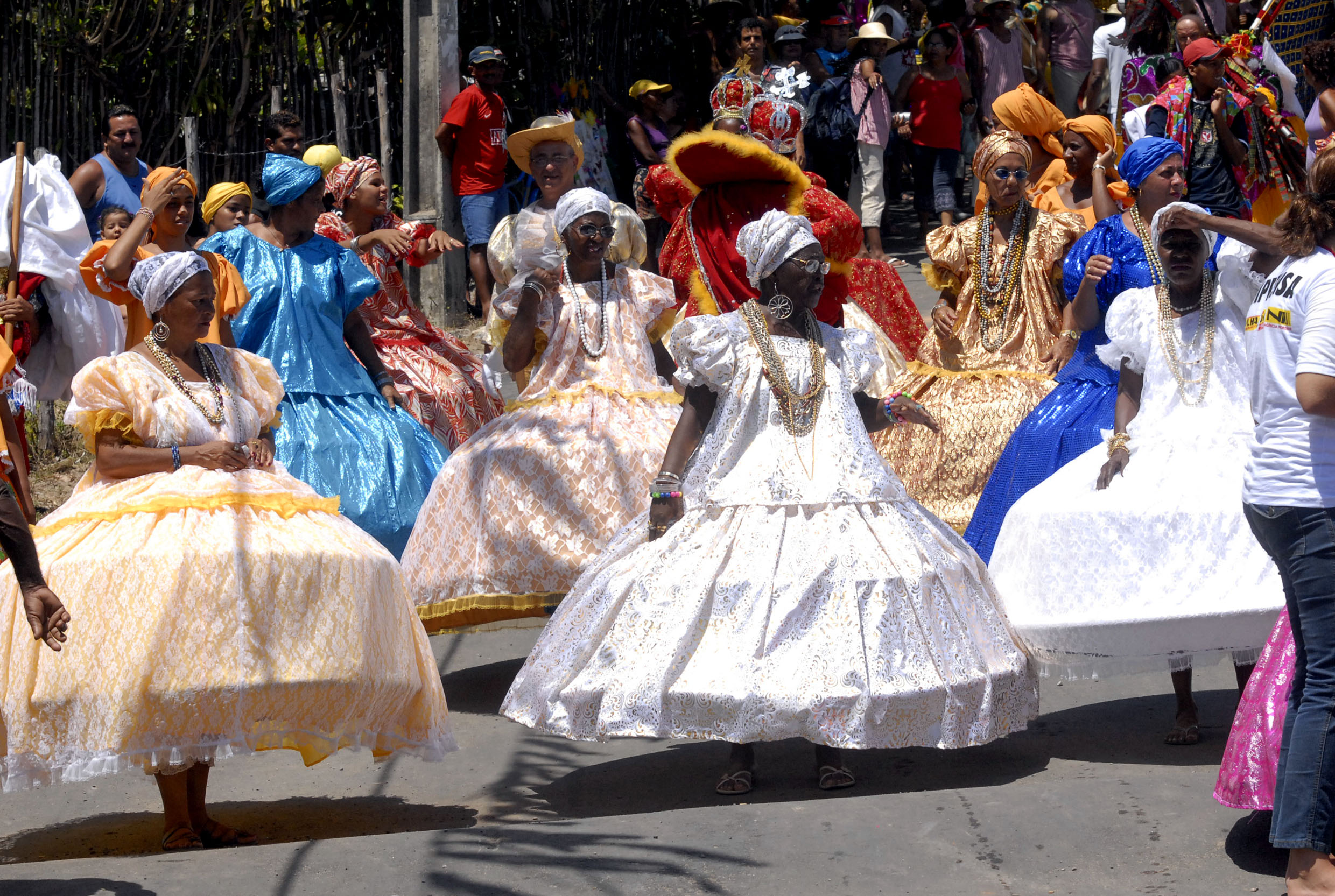
Em Pernambuco surgiram o primeiro folguedo e o primeiro ritmo afro-brasileiros: a Congada e o Maracatu. Na foto, cortejo de Maracatu Nação no Recife.

A cultura do Recife é uma das culturas mais ativas, ricas e diversificadas do Brasil.

## Literatura

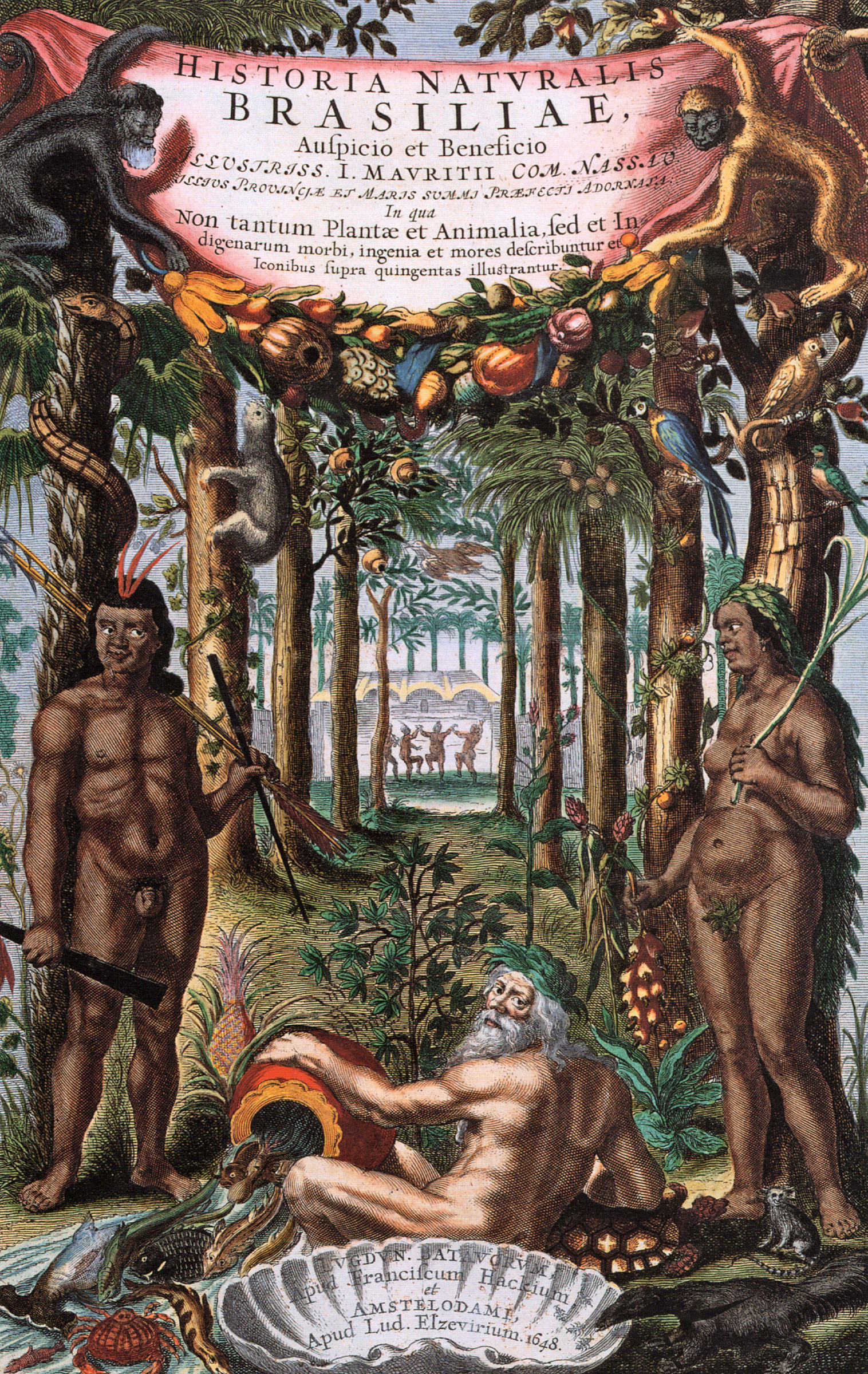
Frontispício do Historia Naturalis Brasiliae, primeiro tratado de história natural do Brasil.

O marco inicial da literatura do Recife é o livro Historia Naturalis Brasiliae, primeiro tratado de história natural do Brasil, de autoria do médico e naturalista holandês Guilherme Piso, que embora publicado na Holanda foi concebido através da observação do jardim zoobotânico do Palácio de Friburgo, residência de Maurício de Nassau durante o domínio holandês em Pernambuco. Duzentos e cinquenta anos depois, o abolicionista recifense Joaquim Nabuco estava concluindo Minha Formação, obra clássica da literatura brasileira. Anos mais tarde é lido, na Semana de Arte Moderna, o poema Os Sapos do recifense Manuel Bandeira, considerado o abre-alas do movimento.
Gilberto Freyre, natural do Recife, é um dos mais importantes sociólogos do século XX, e representa um marco na história do Brasil devido ao seu livro Casa-Grande & Senzala, que demonstra a importância dos escravos para a formação do país e que brancos e negros são absolutamente iguais. Outro recifense, Paulo Freire, é um dos pensadores mais notáveis da história da pedagogia mundial e o mais aclamado educador crítico, e foi o brasileiro mais homenageado de todos os tempos, ganhando 41 títulos de Doutor Honoris Causa de universidades como Harvard, Cambridge e Oxford. João Cabral de Melo Neto, poeta nascido na capital pernambucana, foi o único escritor brasileiro a ser galardoado com o Prêmio Neustadt, tido como o "Nobel Americano", e quando morreu, em 1999, especulava-se que era um forte candidato ao Prêmio Nobel de Literatura. Clarice Lispector, ucraniana naturalizada brasileira que escreveu clássicos como A Hora da Estrela, se declarava pernambucana por ter vivido a maior parte de sua infância e adolescência no Recife. E o recifense Nelson Rodrigues, uma das personalidades mais marcantes da cultura nacional, é considerado o maior dramaturgo do país.
Além dos já citados, a capital de Pernambuco deu origem a muitos outros expoentes da literatura do Brasil, como Martins Júnior, Manuel de Oliveira Lima, Geraldo Holanda Cavalcanti, Olegário Mariano, Adelmar Tavares, Barbosa Lima Sobrinho, Evaldo Cabral de Mello, Josué de Castro, Joaquim Cardoso, João Carneiro de Sousa Bandeira, Carneiro Vilela, Mário Sette, Carlos Pena Filho, Roberto Lira, Fátima Quintas, Antônio Herculano de Sousa Bandeira, Leôncio Basbaum, Vamireh Chacon, Antonio Lavareda, Luiz Felipe Pondé, Ricardo Noblat, Micheliny Verunschk, dentre outros. Muitos deles foram ou são membros da Academia Pernambucana de Letras e da Academia Brasileira de Letras, e/ou egressos da centenária Faculdade de Direito do Recife, primeira faculdade de Direito do Brasil.

## Ciência e tecnologia
Em 1895 foi criada no Recife a Escola de Engenharia de Pernambuco, primeira escola de engenharia fora da região Sudeste. Nela, que logo se tornou uma das principais instituições científicas do país, surgiu uma leva de grandes cientistas brasileiros, como Mário Schenberg, José Leite Lopes e Leopoldo Nachbin, graças à ação catalisadora do professor Luís Freire, conhecido por participar ativamente de movimentos em favor da criação de escolas aptas a formar pesquisadores em matemática e física. Reconhecido como berço de cientistas destacados e nomes notórios das ciências exatas, Pernambuco deu origem ainda a nomes como Paulo Ribenboim, Aron Simis, Samuel MacDowell, Gauss Moutinho Cordeiro, Israel Vainsencher, Josué de Castro, Joaquim Cardoso, Norberto Odebrecht, Cristovam Buarque, Fernando de Souza Barros, Ricardo de Carvalho Ferreira, Leandro do Santíssimo Sacramento, José Tibúrcio Pereira Magalhães, Edson Mororó Moura, Fernando Antonio Figueiredo Cardoso da Silva, Antônio de Queiroz Galvão, João Santos, dentre muitos.

## Arquitetura

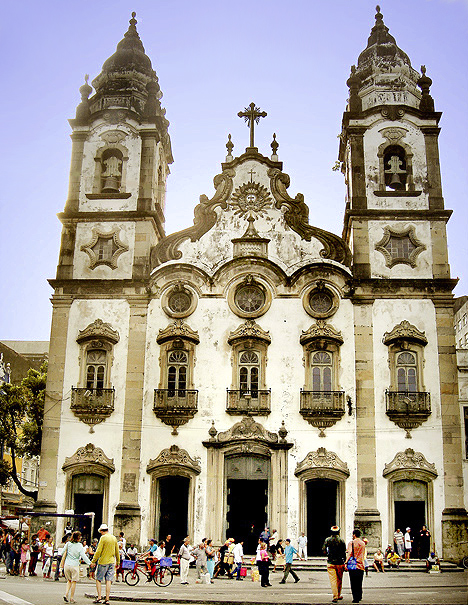
Igreja Matriz do Santíssimo Sacramento de Santo Antônio

Recife é um dos cinco patrimônios barrocos do Brasil, porém, diferentemente de sua vizinha Olinda, não possui o título de Patrimônio Cultural da Humanidade pela UNESCO. Em que pese o fato — atribuído à demolição e descaracterização da maior parte do seu centro histórico —, a capital pernambucana possui exemplares barrocos de excepcional importância, tombados pelo Instituto do Patrimônio Histórico e Artístico Nacional (IPHAN). Embora tenham ocorrido grandes destruições do patrimônio histórico recifense em diferentes períodos — a exemplo do Largo do Paraíso e Igreja do Corpo Santo, dentre muitas construções históricas demolidas para a modernização da área central e construção de avenidas como a Guararapes e a Dantas Barreto —, a cidade barroca resiste na sua parte mais pobre e comercial.
Os monumentos e espaços públicos tombados pelo IPHAN no Recife são a Concatedral São Pedro dos Clérigos, a Basílica e Convento de Nossa Senhora do Carmo, a Igreja da Ordem Terceira de Nossa Senhora do Carmo, a Capela Dourada, o Convento e Igreja de Santo Antônio, Igreja Matriz do Santíssimo Sacramento de Santo Antônio, a Igreja de Nossa Senhora da Conceição dos Militares, a Igreja Madre de Deus, a Capela de Nossa Senhora da Conceição da Congregação Mariana, a Igreja do Divino Espírito Santo, a Igreja de Nossa Senhora da Assunção, a Igreja de Nossa Senhora do Pilar, a Igreja de Nossa Senhora do Terço, a Igreja de Nossa Senhora do Rosário dos Homens Pretos, a Igreja de Nossa Senhora do Livramento dos Homens Pardos, a Capela da Jaqueira, a Casa de Gilberto Freyre (atual Fundação Gilberto Freyre), a casa natal de Joaquim Nabuco, a casa natal de Oliveira Lima, o prédio da atual Academia Pernambucana de Letras, o prédio da atual Faculdade de Direito do Recife, o Sobrado da Madalena (atual Museu da Abolição), o Edifício Chanteclair, o Teatro de Santa Isabel, dentre outros.
No Recife foi inventado o cobogó, elemento vazado considerado um ícone da arquitetura moderna. Seu nome deriva das iniciais dos sobrenomes dos três engenheiros que o idealizaram: Amadeu Coimbra, Ernest August Boeckmann e Antônio de Góis. O recifense Joaquim Cardoso, pioneiro da arquitetura moderna, foi o engenheiro responsável pelos cálculos que permitiram a construção de diversas edificações projetadas por Oscar Niemeyer.

## Produção artística e folclore

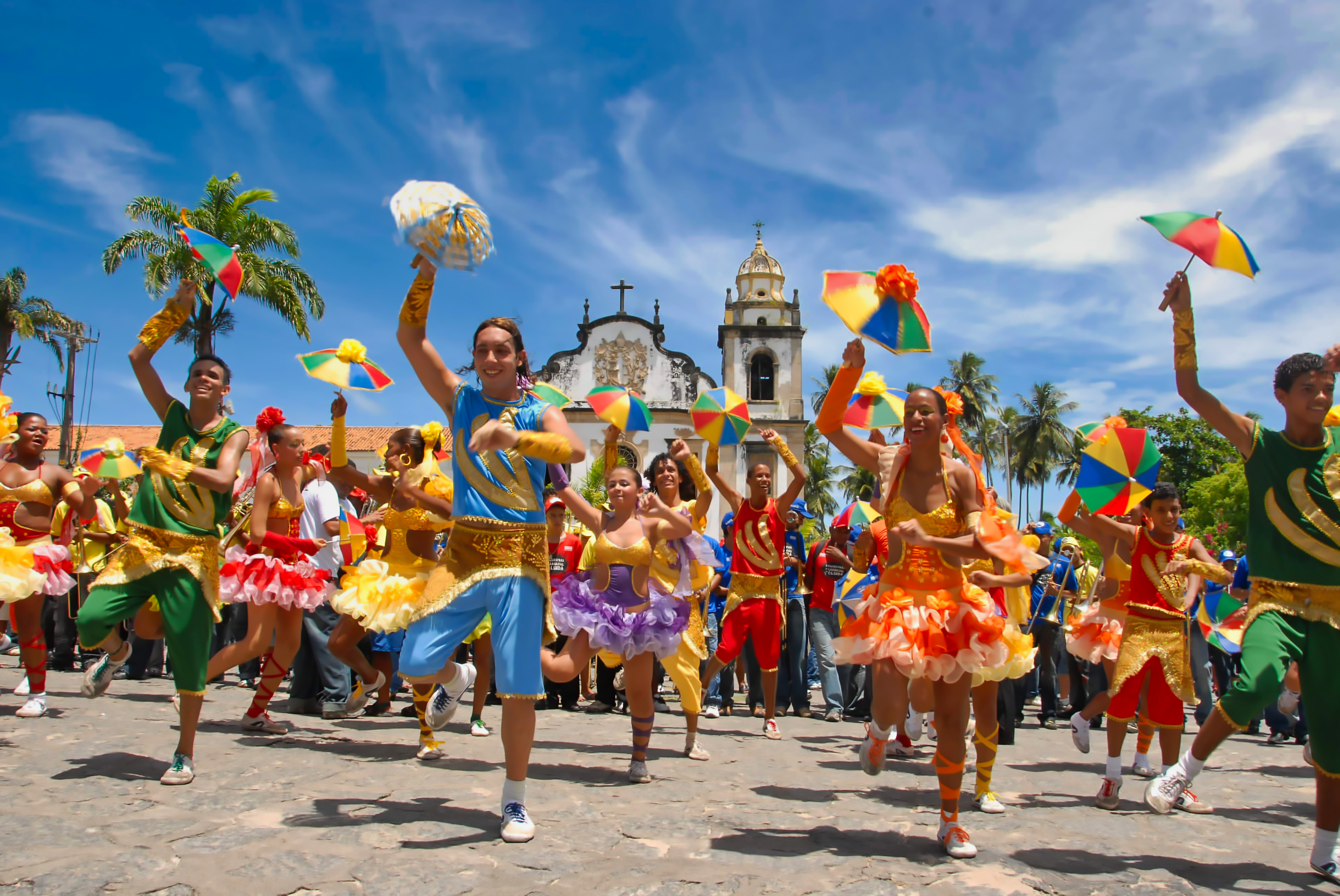
O Frevo, manifestação típica do Recife, foi declarado Patrimônio Cultural Imaterial da Humanidade pela UNESCO.

Muitas das manifestações culturais mais relevantes de Pernambuco ocorrem na capital, como o Movimento de Escritores Independentes de Pernambuco, que na década de 1980 reuniu grande número de poetas; o Abril Pro Rock, que surgiu como revelador do Movimento Manguebeat; entre outros.
O Frevo, um dos principais gêneros musicais e danças do Recife e símbolo do Carnaval Recife–Olinda, se caracteriza pelo ritmo acelerado e pelos passos que lembram a capoeira, expressão cultural que tem em Pernambuco um de seus berços. Esse gênero já revelou e influenciou grandes músicos. Antes da criação da axé music na década de 1980 o frevo era utilizado também no Carnaval de Salvador. Em cerimônia realizada na cidade de Paris, França, no ano de 2012, a UNESCO anuncia que, aprovado com unanimidade pelos votantes, o frevo foi eleito Patrimônio Cultural Imaterial da Humanidade.
Nos anos 1990 surgiu em Pernambuco o Manguebeat, movimento da contracultura que mistura ritmos regionais, como o maracatu, com rock, hip hop, funk e música eletrônica. Tem como principais críticas o abandono econômico-social do mangue e a desigualdade do Recife.
Apesar de ter bases já na década de 1970 com o guitarrista Robertinho do Recife e seus álbuns "Jardim da Infância" (1977), "Robertinho no Passo" (1978) e "E Agora pra Vocês... Suingues Tropicais" (1979), o manguebeat tem como ícone o músico Chico Science, ex-vocalista, já falecido, da banda Chico Science e Nação Zumbi, que foi o idealizador do rótulo mangue e principal divulgador das ideias, ritmos e contestações do movimento. Outro grande responsável pelo crescimento do gênero foi Fred Zero Quatro, vocalista da banda Mundo Livre S/A e autor do primeiro manifesto do Mangue de 1992, intitulado "Caranguejos com cérebro".

## Cinema

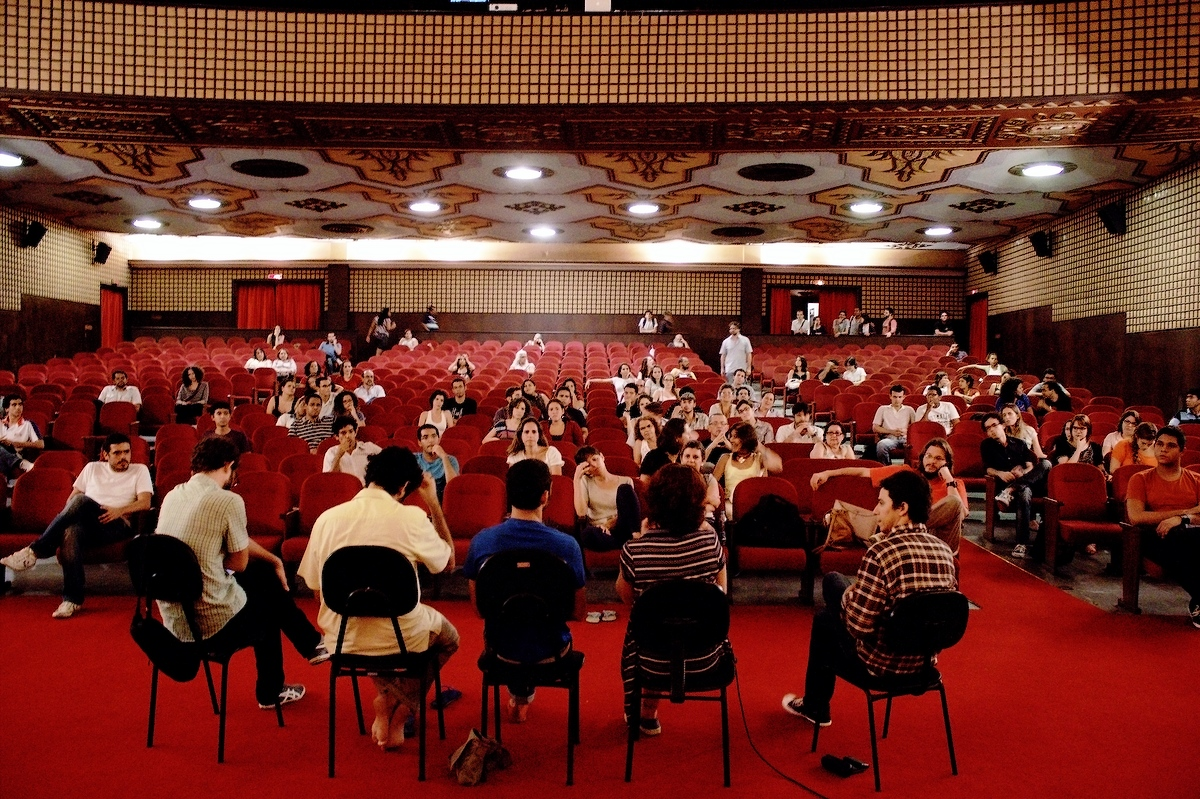
A produção cinematográfica do Recife é muito respeitada pela crítica, e recordista de premiações em diversos festivais de cinema.

O Cinema do Recife tem sua história iniciada em 1922, quando o ourives Edson Chagas e o gravador Gentil Roiz se juntam com o propósito de produzir filmes de enredo. Daí, surge a película "Retribuição", que estreou em 1923 com grande sucesso nos cinemas do Recife e que é considerado o primeiro filme de enredo realizado no Nordeste — anteriormente só havia algumas experiências com documentários. A produção cinematográfica local já recebeu inúmeros prêmios nacionais e internacionais e é recordista de indicações e premiações em diversas edições de festivais. Filmes de cineastas e roteiristas pernambucanos como os dramas Baile Perfumado (1996), Amarelo Manga (2002), Cinema, Aspirinas e Urubus (2005), O Som ao Redor (2013), Serra Pelada (2013), Aquarius (2016), ou mesmo romances e comédias como O Auto da Compadecida (1999), Caramuru - A Invenção do Brasil (2001), Lisbela e o Prisioneiro (2003), A Máquina (2005), Fica Comigo Esta Noite (2006), O Bem Amado (2010), entre muitas outras produções, alcançaram grande projeção.
Nomes como Marcelo Gomes, Kleber Mendonça Filho, Cláudio Assis, Guel Arraes, Heitor Dhalia, Lírio Ferreira, Karen Harley, Hilton Lacerda, Gabriel Mascaro, entre outros tantos cineastas oriundos de Pernambuco, atingiram notoriedade internacional. Um dos muitos êxitos recentes foi o filme O Som ao Redor, do recifense Kleber Mendonça Filho, que foi incluído na respeitada lista dos 10 melhores do ano do jornal The New York Times, ao lado de produções como Django Livre de Quentin Tarantino e Lincoln de Steven Spielberg. Heitor Dhalia, por sua vez, teve sua estreia em Hollywood em 2012, com o longa-metragem 12 Horas, estrelado pela atriz norte-americana Amanda Seyfried.
Entre 2012 e 2013, o Recife conquistou os principais prêmios dos três maiores festivais nacionais: os filmes Era Uma Vez Eu, Verônica, de Marcelo Gomes, e Eles Voltam, de Marcelo Lordello, dividiram o Candango de Melhor Filme no Festival de Brasília; O Som ao Redor, de Kleber Mendonça Filho, conquistou o Troféu Redentor de Melhor Filme no Festival do Rio; e Tatuagem, de Hilton Lacerda, ganhou o Kikito de Melhor Filme no Festival de Gramado.

## Espaços culturais e de lazer
O município abriga vários museus, centros culturais e instituições voltadas para a promoção de ações artísticas, como a Fundação Gilberto Freyre, a Oficina Cerâmica Francisco Brennand, o Instituto Ricardo Brennand, o Museu do Homem do Nordeste, o Museu Cais do Sertão, o Paço do Frevo, a Galeria Suassuna, o Gabinete Português de Leitura, o Museu da Abolição, o Museu do Trem, o Memorial de Justiça de Pernambuco, o Museu da Cidade do Recife, o Museu do Estado de Pernambuco, o Museu de Arte Moderna Aloísio Magalhães, a Caixa Cultural, o Centro Cultural dos Correios, o Santander Cultural, a Academia Pernambucana de Letras, a Academia de Artes e Letras de Pernambuco, a Fundação Joaquim Nabuco, dentre outros. A cidade também possui centros de compras considerados atrações culturais, como os seus mercados públicos históricos (entre eles o Mercado de São José — o mais antigo do Brasil) e a Casa da Cultura.
O Museu da Cidade do Recife, instalado no Forte das Cinco Pontas, destaca-se por conter em seu acervo documentos iconográficos para preservação da história urbana e social do Recife. A memória cultural é representada por cerca de 150 mil imagens e de peças provenientes de antigas residências e da Igreja dos Martírios.
O Museu do Estado de Pernambuco, criado em 24 de agosto de 1928, possui um grande acervo eclético, com cerca de 12 mil itens abrangendo as áreas de arte, antropologia, história e etnografia. O Centro de Documentação do Espaço Cícero Dias oferece para consulta uma biblioteca de 4 mil volumes que inclui obras raras.
A Fundação Gilberto Freyre, instituída em 11 de março de 1987 e localizada no bairro de Apipucos, Zona Norte do Recife, funciona na casa onde viveu o escritor, sociólogo e pensador Gilberto Freyre, e tem como objetivo contribuir para o desenvolvimento político-social, científico-tecnológico e cultural da sociedade brasileira tendo como referencial a obra freyriana.
O Museu do Homem do Nordeste, localizado no Recife, foi fundado em 1979, e criado a partir dos acervos do antigo Museu do Açúcar, do Museu de Antropologia e do Museu de Arte Popular. Fazendo parte do Instituto de Documentação da Fundação Joaquim Nabuco, sua concepção museológica e museográfica foi inspirada no conceito de museu regional, idealizado pelo sociólogo-antropólogo Gilberto Freyre.
O Museu Cais do Sertão é um  museu interativo localizado no antigo Armazém 10 do Porto do Recife, no Recife Antigo. É considerado um dos mais modernos equipamentos culturais do Brasil, e teve como curadora e diretora de criação a socióloga pernambucana Isa Grinspum Ferraz, também autora do Museu da Língua Portuguesa em São Paulo. O museu retrata a cultura do Sertão e a obra do cantor e compositor pernambucano Luiz Gonzaga.
O Instituto Ricardo Brennand (IRB), instituição cultural localizada no bairro da Várzea, é uma das atrações turísticas mais procuradas da capital pernambucana. Fundado em 2002 pelo colecionador e empresário pernambucano Ricardo Brennand, o instituto está sediado em um complexo arquitetônico em estilo medieval, composto por trés prédios: Museu Castelo São João, pinacoteca e galeria, circundados por um vasto parque. Abriga um dos maiores acervos de armas brancas do mundo, além de uma coleção permanente de objetos histórico-artísticos de diversas procedências, abrangendo o período que vai da Baixa Idade Média ao século XXI, com forte ênfase na documentação histórica e iconográfica relacionada ao período colonial e ao Brasil Holandês.
O Teatro de Santa Isabel é um dos principais teatros do Recife, e compõe importante conjunto arquitetônico e paisagístico na Praça da República com o Palácio do Campo das Princesas, o Palácio da Justiça e o Liceu de Pernambuco.

## Gastronomia

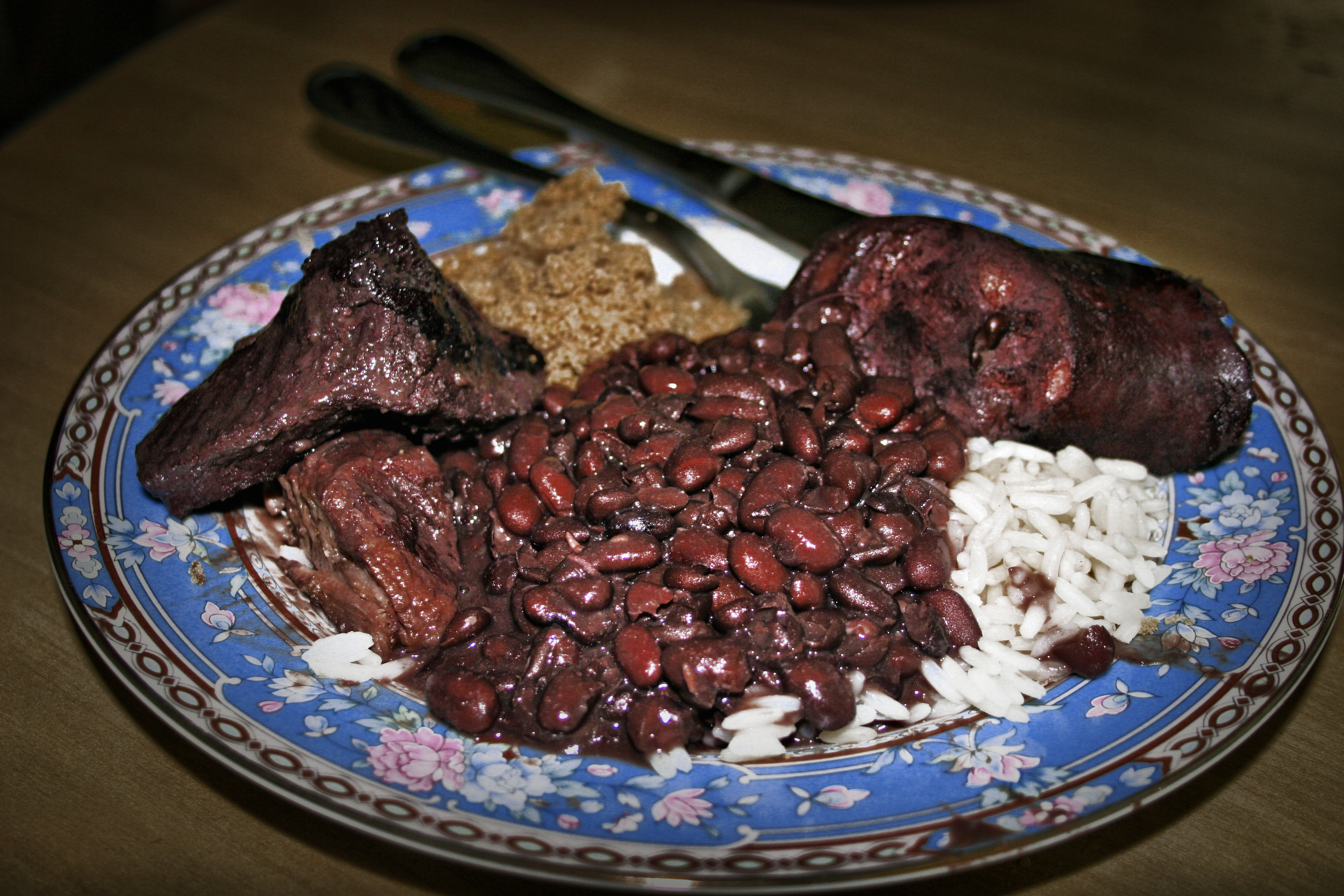
Feijoada à brasileira, iguaria cujo primeiro registro data de 1833, no cardápio do Hôtel Théatre do Recife.

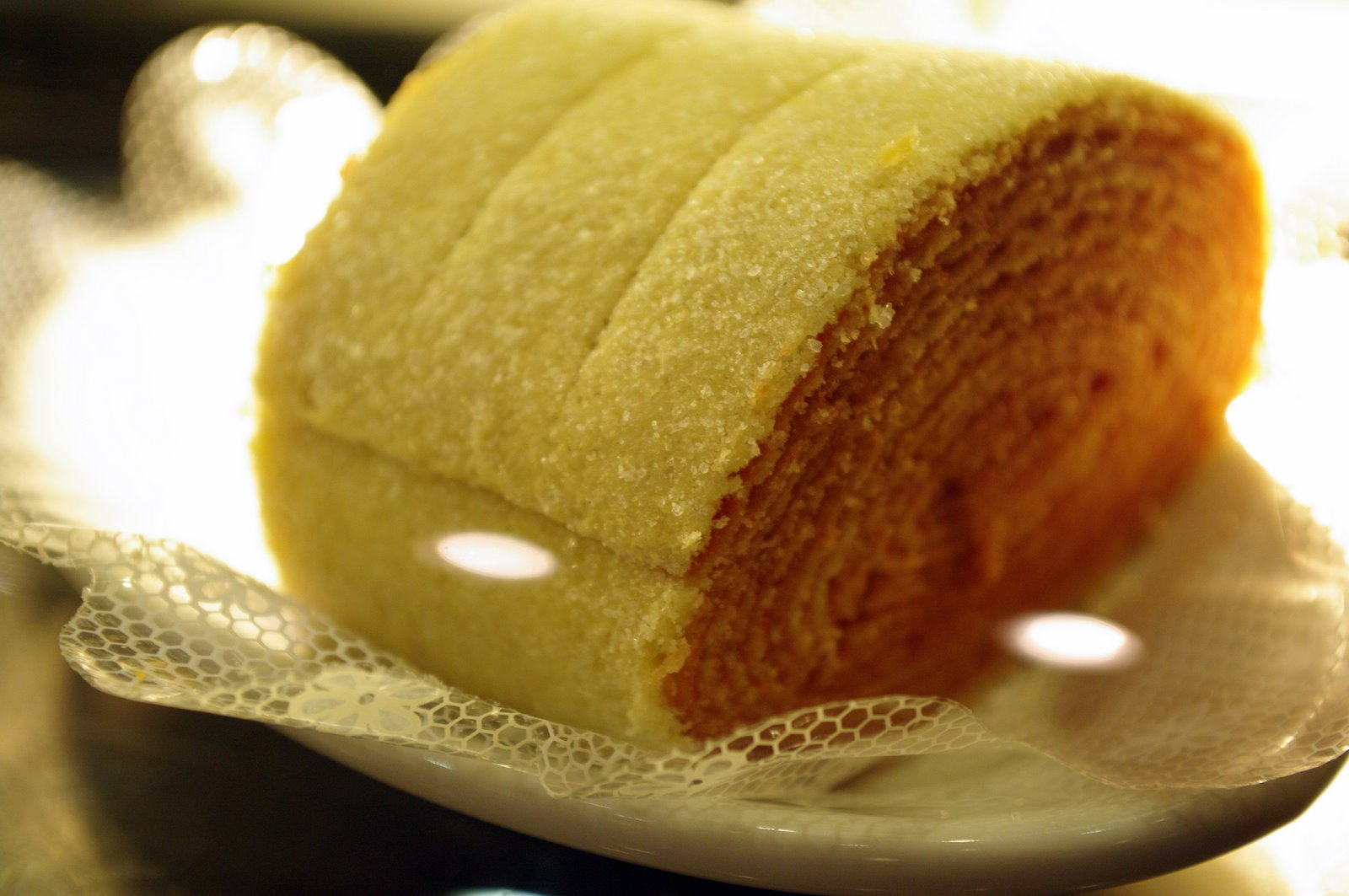
O bolo de rolo, ícone da doçaria pernambucana e um dos símbolos de Pernambuco.

O Recife é o terceiro maior polo gastronômico do Brasil segundo a Associação Brasileira de Bares e Restaurantes (Abrasel), com cerca de 10 mil estabelecimentos, logo após Rio de Janeiro e São Paulo.  A Rua da Hora, no bairro do Espinheiro, Zona Norte, e a Rua Capitão Rebelinho, no bairro do Pina, Zona Sul, vêm se tornando redutos dessa fase da culinária recifense.
Recife é também a terceira cidade brasileira em número de restaurantes estrelados pelo Guia Quatro Rodas de 2013, atrás somente de São Paulo e do Rio de Janeiro. Onze estabelecimentos da cidade, que contam com chefs renomados e que vão da cozinha regional às cozinhas lusitana, italiana, francesa, japonesa e peruana, foram agraciados. Outros três estabelecimentos pernambucanos receberam a classificação.
Recife abriga ainda o restaurante mais antigo do Brasil: o sofisticado Restaurante Leite, fundado em 1882. Pelo tradicional Restaurante Leite passaram nomes como Jean-Paul Sartre, Simone de Beauvoir, Orson Welles e Juscelino Kubitschek. De sua cozinha saem pratos da gastronomia internacional.
A culinária de Pernambuco foi influenciada diretamente pelas culturas europeia, africana e indígena. Diversas receitas originais provenientes de outros continentes foram adaptadas com ingredientes encontrados com facilidade na região. Destaca-se pela chamada "doçaria pernambucana", ou seja, os doces desenvolvidos durante os períodos colonial e imperial nos seus engenhos de açúcar como o bolo de rolo, o nego bom e a cartola; e também pelas bebidas e iguarias salgadas descobertas ou provavelmente originadas no estado a exemplo da cachaça, do beiju e da feijoada à brasileira. Os quitutes mais conhecidos são, entre outros, o beiju ou tapioca, a feijoada à brasileira, o arrumadinho, o escondidinho, os caldinhos a exemplo dos caldos de sururu, camarão e peixe, a caldeirada, a moqueca pernambucana, a peixada pernambucana, o cozido, o chambaril, o charque à brejeira, o bredo de coco, o feijão de coco, o quibebe, a galinha à cabidela, o angu, o mungunzá salgado, o sarapatel, a buchada e a rabada. Entre as bebidas mais comuns, merece destaque a cachaça; e entre os doces oriundos de Pernambuco podemos citar o bolo de rolo, o bolo Souza Leão, o bolo barra branca, a cartola e o nego bom. No São João as comidas de milho estão presentes na pamonha, na canjica, no bolo de milho, no mungunzá doce, dentre outras iguarias.

## Esportes

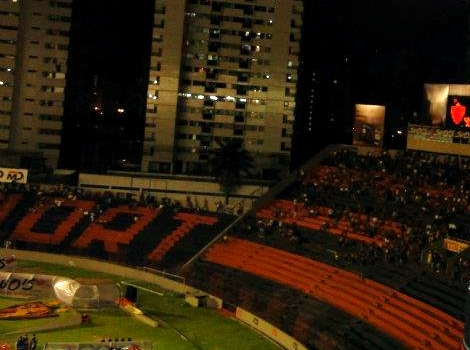
Ilha do Retiro, do Sport, uma das sedes da Copa do Mundo de 1950.

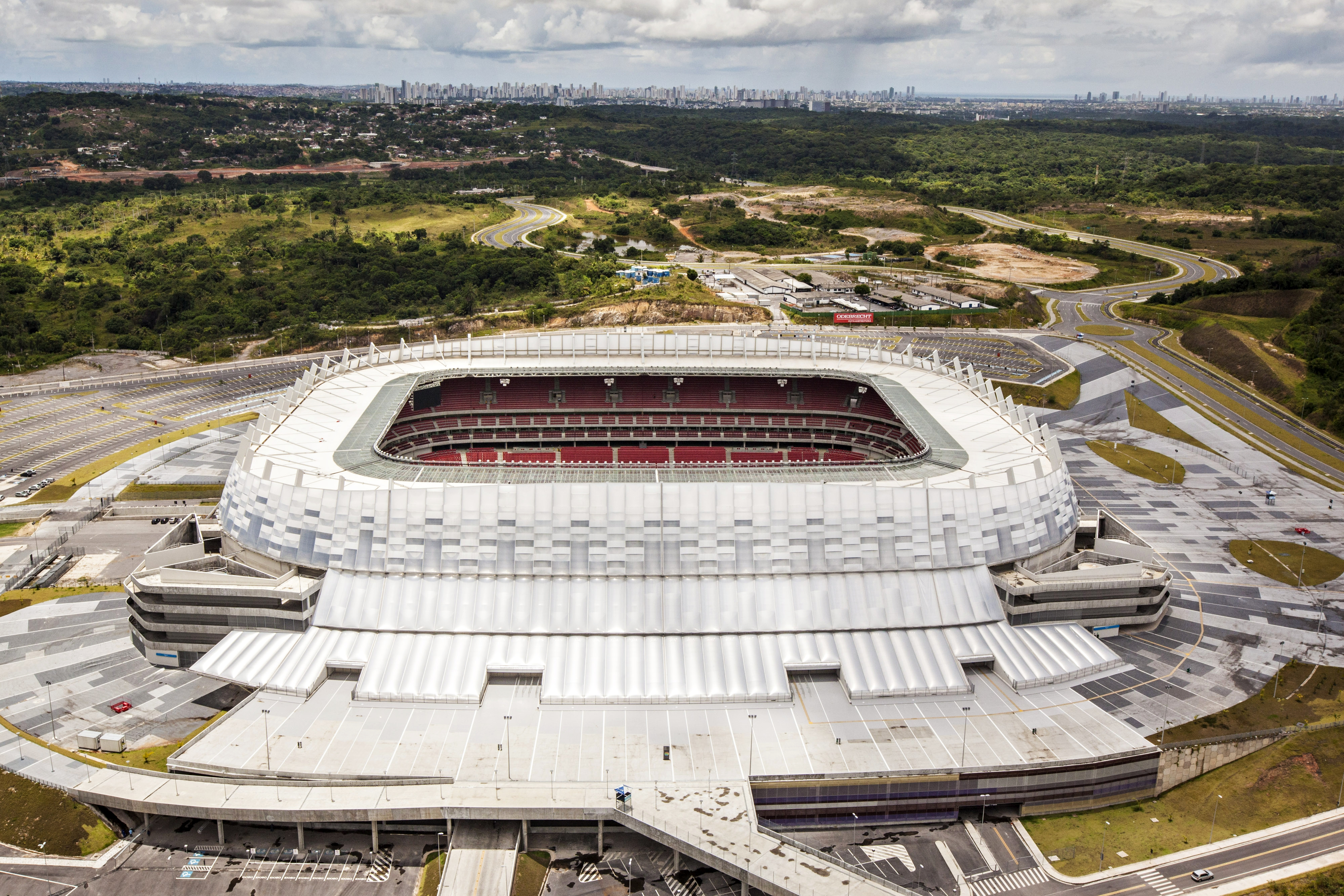
Arena Pernambuco, estádio construído para a Copa do Mundo em 2014.

O esporte mais popular no Recife é o futebol. Pernambuco é líder entre os estados do Norte-Nordeste no ranking das federações da CBF, e o desempenho dos clubes da capital está diretamente ligado ao bom ranqueamento do estado entre as federações.[carece de fontes?] Recife foi uma das seis sedes da Copa do Mundo de 1950 (única do Norte-Nordeste), abrigando uma partida no Estádio da Ilha do Retiro entre Chile e Estados Unidos, com vitória dos chilenos por 5 a 2. Recife também foi uma das sedes da Copa do Mundo de 2014.
Graças aos clubes locais, Pernambuco é também o estado do Norte-Nordeste que mais se destaca em outras modalidades esportivas: é o segundo estado brasileiro em número de títulos nacionais de hóquei, tanto no campeonato masculino quanto no feminino, atrás somente de São Paulo, e o Sport Club do Recife um dos dois únicos clubes brasileiros a conquistar um Campeonato Sul-Americano de Hóquei; e é o único estado fora do Centro-Sul com títulos Brasileiro e Sul-Americano de basquete, obtidos pela equipe feminina do Sport entre 2013 e 2014.
O Campeonato Pernambucano de Futebol, um dos principais torneios estaduais do país, é disputado desde 1915, tendo como campeão sempre um time da capital. Os principais times da cidade são: o Sport Club do Recife, o que mais títulos estaduais possui (42); o Santa Cruz Futebol Clube, com 29 títulos pernambucanos; e o Clube Náutico Capibaribe, que detém a marca de mais títulos estaduais consecutivos (hexacampeão) de um total de 22 conquistas.
Outros clubes esportivos importantes no município são o Clube Português e o América Futebol Clube, este último com seis títulos estaduais de futebol e um título regional (Troféu Nordeste).
Os maiores times do Recife possuem estádios próprios. O maior estádio construído é o Estádio do Arruda, pertencente ao Santa Cruz. Destaque ainda para o Estádio Ilha do Retiro, pertencente ao Sport, e para o Estádio dos Aflitos, que pertence ao Náutico. Há também a Arena Pernambuco, um novo e moderno estádio construído em São Lourenço da Mata, na Região Metropolitana do Recife, para a Copa das Confederações de 2013 e para a Copa do Mundo FIFA de 2014. Os quatro estádios da metrópole pernambucana estão entre os cinquenta maiores do Brasil.